# Пітер Гаррольд
Пітер Джейкоб Гаррольд (англ. Peter Jacob Harrold; 8 червня 1983, с. Кіртленд-Гіллз, США) — американський хокеїст, захисник. Виступає за «Нью-Джерсі Девілс» у Національній хокейній лізі. 
Виступав за Бостонський коледж (NCAA), «Манчестер Монаркс» (АХЛ), «Олбані Девілс» (АХЛ), «Лос-Анджелес Кінгс».
В чемпіонатах НХЛ — 175 матчів (8+20), у турнірах Кубка Стенлі — 16 матчів (0+4).
У складі національної збірної США учасник чемпіонату світу 2009 (3 матчі, 0+0). 